# Charles Martin Loeffler
Charles Martin Loeffler (ur. 30 stycznia 1861 w Miluzie, zm. 19 maja 1935 w Medfield w stanie Massachusetts) – amerykański kompozytor i skrzypek pochodzenia niemieckiego.

## Życiorys
Był synem pisarza Karla Loefflera, posługującego się pseudonimem Tornow. Jako dziecko wyjechał do Rosji, gdzie jego ojciec otrzymał posadę w guberni kijowskiej. Później mieszkał w Debreczynie i Szwajcarii. W latach 1874–1877 uczył się w Hochschule für Musik w Berlinie, gdzie jego nauczycielami byli Joseph Joachim, Friedrich Kiel i Woldemar Bargiel. Uzupełniające studia odbył w Paryżu u Lamberta Massarta i Ernesta Guirauda. W 1878 roku został skrzypkiem w orkiestrze Jules’a Pasdeloupa. Od 1879 do 1881 roku był członkiem orkiestry barona Paula von Derwies w Nicei i Lugano.
W 1881 roku wyemigrował do Stanów Zjednoczonych. W latach 1881–1882 występował w Nowym Jorku w orkiestrze pod batutą Leopolda Damroscha. W 1882 roku otrzymał posadę pierwszego skrzypka, a w 1884 roku koncertmistrza Boston Symphony Orchestra. W 1887 roku otrzymał amerykańskie obywatelstwo. W 1903 roku zrezygnował ze stanowiska w Boston Symphony Orchestra i poświęcił się wyłącznie komponowaniu, ostatnie lata życia spędzając na farmie w Medfield w stanie Massachusetts.
Otrzymał order kawalera Legii Honorowej (1919) i doktorat honoris causa Yale University (1926). Był członkiem American Academy of Arts and Letters.

## Twórczość
Twórczość muzyczna Loefflera utrzymana jest w formach typowych dla francuskiego impresjonizmu. Kompozytor wykorzystywał elementy zaczerpnięte z muzyki rosyjskiej, irlandzkiej i hiszpańskiej, sięgał też po elementy jazzu i amerykańskiej muzyki tanecznej.

## Wybrane kompozycje
(na podstawie materiałów źródłowych)

### Utwory orkiestrowe
- Les Veillées de l’Ukraine na skrzypce i orkiestrę (1887–1891, zrewid. 1899)
- Morceau fantastique: Fantastic Concerto na wiolonczelę i orkiestrę (1893)
- Divertissement na skrzypce i orkiestrę (1894)
- La Mort de Tintagiles na 2 viole d’amore i orkiestrę (1897, wersja zrewid. na violę d’amore i orkiestrę (1900)
- Divertissement espagnol na saksofon i orkiestrę (1900)
- Poem (La Bonne Chanson; Avant que tu ne t’en ailles) (1901, zrewid. 1915)
- La Villanelle du diable (1901)
- A Pagan Poem (1904–1906)
- Memories of My Childhood (Life in a Russian Village (1924)
- Intermezzo (Clowns) na zespół jazzowy (1928)

### Utwory kameralne
- Danse bizarre na skrzypce (1881)
- Sekstet smyczkowy (ok. 1885–1892)
- Sonata skrzypcowa (1886)
- Kwartet smyczkowy (1889)
- Kwintet na 3 skrzypiec, altówkę i wiolonczelę (ok. 1894)
- Oktet na 2 klarnety, 2 skrzypiec, altówkę, wiolonczelę, kontrabas i harfę (ok. 1896)
- Le passeur d’eau na 2 skrzypiec, 2 altówki i 2 wiolonczele (1900)
- Deux Rapsodiess na obój, altówkę i fortepian (1901)
- Poème païen (d’aprés Virgil) na 2 flety, obój, klarnet, rożek angielski, 2 rogi, altówkę, kontrabas, fortepian i 3 trąbki (1901–1902; także wersja pt. Poème antique d’aprés Virgil na 2 fortepiany i 3 trąbki, 1902–1903, zrewid. 1904–1906)
- Ballade carnavalesque na flet, obój, saksofon, fagot i fortepian (1902)
- Poème (Scène dramatique) na wiolonczelę i fortepian (1916)
- Music for 4 Stringed Instruments na kwartet smyczkowy (1917, zrewid. 1918–1919)
- Historiettes na kwartet smyczkowy i harfę (1922)

### Utwory wokalno-instrumentalne
- L’Archet na sopran, chór żeński, violę d’amore i fortepian (ok. 1897–1899)
- The Sermon on the Mount na chór żeński, 2 viole d’amore, violę da gamba, harfę i organy (ok. 1901, niedokończone)
- Psalm 137 (By the Rivers of Babylon) na chór żeński, organy, harfę, 2 flety i wiolonczelę obbligato (ok. 1901)
- Ave maris stella na głosy chłopięce, sopran, smyczki, fortepian i organy (ok. 1906–1912)
- For One Who Fell in Battle na chór (1906; wersja zrewid. pt. Ode for One Who Fell in Battle, 1911)
- Poème mystique na chór chłopięcy, chór, 4 rogi, 2 kontrabasy, harfę i organy (1907; także wersja na baryton, chór, 4 rogi i 2 kontrabasy, niedokończona)
- Hora mystica na chór męski i orkiestrę (1915)
- Beat! Beat! Drums! na głosy męskie i fortepian (1917, także wersja na głosy męskie i orkiestrę 1927–1932)
- 5 Irish Fantasies na głos i orkiestrę (1920)
- Canticum fratris solis (Canticle of the Sun) na głos i orkiestrę kameralną (1925)
- Evocation na głosy żeńskie i orkiestrę (1930)

### Opery
- The Passion of Hilarion (1912–1913)
- Les Amants jaloux (1918)
- The Peony Lantern (ok. 1919)